# باول
باول (به هلندی: Bavel) یک منطقهٔ مسکونی در هلند است که در بردا واقع شده است. باول ۸٫۳۳۰ نفر جمعیت دارد.